# Heterognatha chilensis
Heterognatha chilensis är en spindelart som beskrevs av Hercule Nicolet 1849. Heterognatha chilensis ingår i släktet Heterognatha och familjen hjulspindlar. Inga underarter finns listade i Catalogue of Life.